# Arnout Hoekstra
Arnout John Hoekstra (Vlaardingen, 2 december 1984) is een Nederlands politicus. Hij was lijsttrekker van de Socialistische Partij (SP) bij de Europese Parlementsverkiezingen van 2019, maar werd niet gekozen als Europarlementariër. Hoekstra was van 2011 tot 2018 wethouder in Vlaardingen. Sinds 2019 is hij algemeen secretaris van de SP en lid van het landelijk hoofdbestuur.

## Levensloop
Hoekstra volgde technische opleidingen op vmbo- en mbo-niveau (elektrotechniek en ICT-beheer). Ook volgde hij een jaar de HBO-opleiding tot docent Engels, maar brak deze voortijdig af. Als bijbaan naast zijn opleidingen werkte hij in een bakkerij.
Hij werd op zijn zestiende lid van de SP en was als 21-jarige namens zijn partij lijsttrekker bij de gemeenteraadsverkiezingen 2006 in Vlaardingen. De SP kwam met vier zetels in de raad en Hoekstra werd fractievoorzitter. Daarnaast was hij fractiemedewerker voor de SP in de Tweede Kamer. In 2011 werd hij wethouder in Vlaardingen. Hij was verantwoordelijk voor financiën, wonen, sport en cultuur. Een aantal maanden in 2018 was hij tevens locoburgemeester van Vlaardingen. In december 2018 stapte hij kort na de start van zijn derde termijn als wethouder op, toen het overige college (ONS Vlaardingen, VVD, GroenLinks en CDA) wilde vasthouden aan een raadsbreed programma in plaats van het klassieke college-programma. Het zelfs voor de eigen afdeling onverwachte terugtreden van Hoekstra leidde ertoe dat de voltallige raadsfractie van de SP (vier leden) in februari 2019 brak met de partij en als onafhankelijk doorging.
Hoekstra was lijsttrekker van de SP bij de Europese verkiezingen in 2019. De partij verloor bij die verkiezingen echter haar twee zetels, waarmee de SP sinds deze verkiezingen niet langer vertegenwoordigd is in het Europees Parlement.
In december 2019 werd Hoekstra verkozen tot algemeen secretaris van de SP. In deze functie kreeg hij vanaf eind 2020 te maken met een conflict tussen het hoofdbestuur van de SP enerzijds en jongerenorganisatie ROOD en het binnen de SP actieve Communistisch Platform anderzijds. Het partijbestuur van de SP royeerde aanvankelijk zes leden vanwege banden met het radicale Communistisch Platform. Volgens Hoekstra zouden leden van deze organisatie een partij binnen de SP vormen en er radicale opvattingen op na houden, zoals het bewapenen van de bevolking om over te gaan tot een burgeroorlog. Het conflict escaleerde in 2021 waarbij het tot een breuk kwam tussen ROOD en de SP en enkele tientallen leden werden geroyeerd.
Bij de gemeenteraadsverkiezingen 2022 was Hoekstra opnieuw lijsttrekker in Vlaardingen. De SP haalde vier zetels, waardoor hij als raadslid en fractievoorzitter terugkeerde in de lokale politiek.
- Parlement.com: vk91luc68mth